# Trichiana
Trichiana är en ort och frazione i provinsen Belluno i regionen Veneto i Italien
Trichiana upphörde som kommun den 30 januari 2019 och bildade med de tidigare kommunerna Mel och Lentiai den nya kommunen Borgo Valbelluna.. Den tidigare kommunen hade 4 830 invånare (2018).